# Francesco Gualtieri
Francesco Gualtieri (Schio, entro il 1520 – Schio, 1565) è stato un pittore italiano.

## Biografia

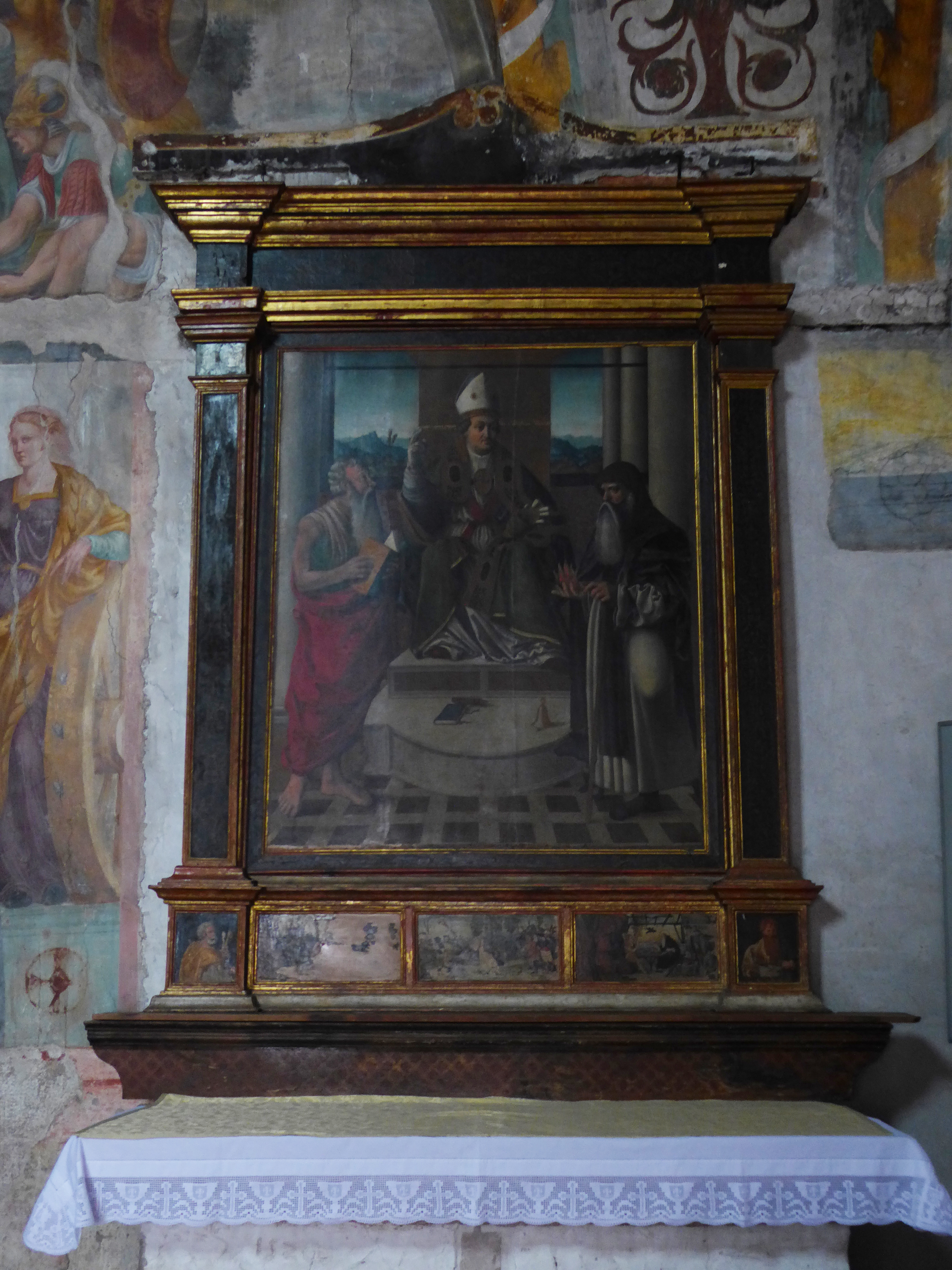
La pala d'altare priva di data e firma conservata presso la chiesa di San Rocco di Caneve d'Arco attribuita al Gualtieri

Francesco Gualtieri era figlio di Bartolomeo e fratello minore del più affermato Giovanni Demio; egli era noto anche con il nome Lete o Lethe, ma anche - al pari del suo fratello Giovanni - come Fratino. Sconosciuta la sua data di nascita, avvenuta probabilmente nel secondo decennio del Cinquecento, forse tra il 1515 e il 1520; secondo Giuseppe Sava va invece collocata nei primi anni del secolo, probabilmente intorno al 1505. Risulta attivo con svariate commesse a livello locale sin dal 1542, ma la scarsa documentazione pervenuta rende molto difficile la ricostruzione della sua produzione. Documentata è la sua collaborazione in più occasioni con l'attività del fratello, ma di certa sua realizzazione si ha solo un'opera, conservata nella chiesa parrocchiale di Torrebelvicino e risalente al 1558: Madonna fra i santi Bartolomeo e Antonio abate. Una sua opera certa datata 1542 era conservata nella vecchia chiesa dei santi Leonzio e Carpoforo presso Magrè, l'opera è andata distrutta nel 1945 a causa della distruzione della chiesa.
Attribuite oramai con sicurezza a Francesco Gualtieri appartengono tuttavia anche un piccolo gruppo di opere realizzate in varie località poste nelle vicinanze del lago di Garda (presso Riva del Garda, Salò, Ville del Monte), eseguite tra il 1530 e il 1532, e firmate con il monogramma "FV", risolto come acronimo di Fratino Vicentino, uno dei nomi con il quale il Gualtieri veniva indicato, o con quello di Francesco Vicentino, utilizzato anch'esso; alcune di queste opere sono raccolte presso il museo di Riva del Garda. Attribuibile al monogrammista "FV" - e quindi al Gualtieri - sono anche una pala raffigurante San Vigilio tra san Gerolamo e sant'Antonio abate priva di firma e data, ma sicuramente antecedente le pale del triennio 1530-1532, conservata presso la chiesa di San Rocco a Caneve d'Arco, e una seconda, anch'essa anonima, raffigurante Sant'Antonio abate tra san Rocco e san Sebastiano custodita nel duomo di Salò; questa pala in precedenza era stata attribuita al Moretto o al Torbido.
Morì a Schio nel 1565. Anche il figlio Giulio si occupò senza continuità di pittura, almeno dal 1565 e sino al 1572.

## Opere
- Madonna fra i santi Bartolomeo e Antonio abate, 1558, chiesa parrocchiale di Torrebelvicino
- Adorazione dei pastori, 1530, museo di Riva del Garda, opera attribuita, firmata "FV"
- Compianto sul Cristo morto, 1531, museo di Riva del Garda, opera attribuita, firmata "FV"
- Madonna con Gesù bambino e santi, 1532, chiesa di Sant'Antonio a Ville del Monte, opera attribuita, firmata "FV"
- San Vigilio tra san Gerolamo e sant'Antonio abate, prima del 1530, chiesa di San Rocco a Caneve d'Arco, opera attribuita
- Sant'Antonio abate tra san Rocco e san Sebastiano, dopo il 1532, duomo di Salò, opera attribuita